# Луговой парк
Луговой (Озерковый) парк — крупнейший исторический пейзажный ландшафтный парк на юго-западе Санкт-Петербурга и второй по площади среди парков Санкт-Петербурга.
Расположен южнее Колонистского парка в Петергофе, к югу от железнодорожной линии между ж/д станциями Новый Петергоф и Старый Петергоф. Площадь более 305 га, из которых почти 18 заняты девятью прудами: Никольским (Запасным), Самсоновским (бассейном, Малым запасным), Орлиным, Руинным, Круглым, Мельничным, Сапёрным, Бабигонским и Церковным (сведения о вхождении последнего в состав Парка уточняются). Вода этих прудов по Самсониевскому каналу (водоводу) подается для питания фонтанов и каскадов Верхнего сада и Нижнего парка Петергофа. В композиции парка сочетаются поля, участки лиственного леса, ремизы, пруды, каналы и отдельные сады, разбитые вокруг павильонов, связанные между собой прогулочными дорогами. Территория парка вытянута с севера на юг до Бабигонской возвышенности, являющейся его наивысшей точкой (80 м).
Парк состоит из четырёх самостоятельных районов: садов у Никольского домика, у павильона «Озерки», у Мельницы и Бельведерского.

## История

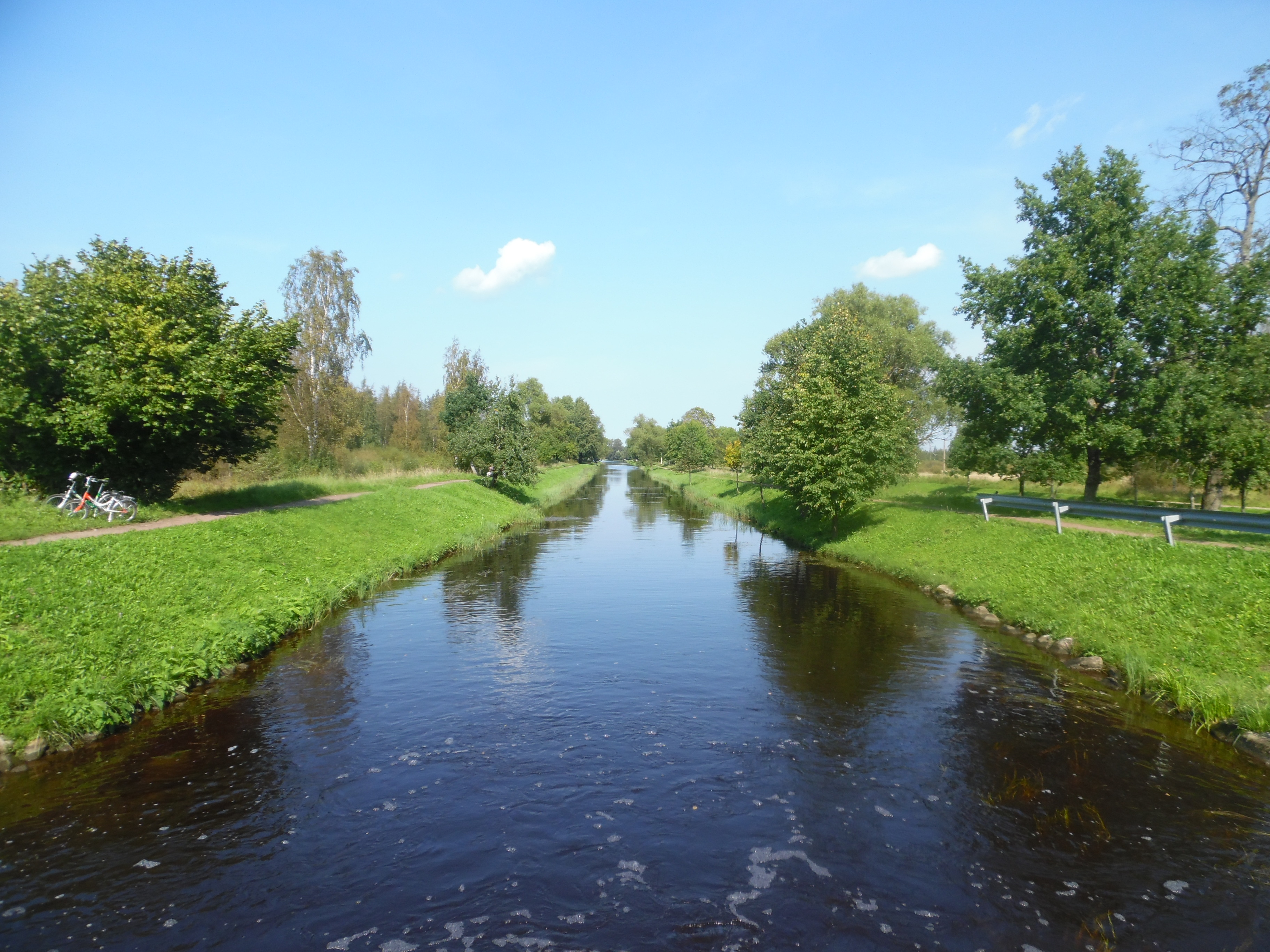
Самсониевский канал у бывшей Мельницы

Формирование парка связано с постройкой основных архитектурных сооружений и устройством прудов и охватывает 1825—1857 гг. Все работы по формированию парка велись под руководством А. И. Штакеншнейдера, инженера М. И. Пилсудского и садовых мастеров П. И. Эрлера и П. Г. Архипова. Самой первой постройкой в парке был деревянный Никольский сельский домик (1835 г.), за который А. И. Штакеншнейдер получил звание академика архитектуры. По его проектам были также сооружены павильон «Озерки», Бельведер, Мельница, «Руина» и церковь святой Александры, множество мостов, караулок, плотин, шлюзов, устроены пруды.
Зелёный массив парка состоит главным образом из берёзы, липы, осины и серебристой ивы, кустов акации и сирени. Деревья и кустарники скомпонованы живописными группами и посажены рядами, подобно зелёным кулисам.
Один из самых ценных парковых ансамблей середины XIX в.
Парк и его сооружения сильно пострадали в 1941—1944 гг., в 1948 г., 1970 г. и 2022 г. были проведены реставрационно-восстановительные мероприятия в основном в отношении гидротехнических сооружений водоподводящей системы фонтанов Петергофа, являющейся осью и основой Лугового парка.

## Современное состояние
В настоящее время, к сожалению, никаких работ по реставрации и восстановлению первоначально задуманного А. И. Штакеншнейдером исторического облика Лугового парка не осуществляется. Дорожная инфраструктура парка существует только в непосредственной близости от прудов и каналов. Огромный западный массив Лугового парка фактически заброшен и превратился в лесопарк с редкими стихийно возникшими тропинками. Работ по поддержанию благоустройства и озеленению также не ведётся. Вековые деревья, поваленные штормом 2022 года на липовой аллее около Бабигонского пруда так и лежат. Надлежащее оборудование парка — скамейки, урны, освещение, ограждение — отсутствует, за исключением нескольких урн у Никольского и Круглого прудов. Охрана и уборка Лугового парка на регулярной основе также не производится, а тем не менее в летний период парк испытывает мощную антропогенную нагрузку в виде наплыва любителей шашлыков и пикников у водоёмов, при том, что разведение открытого огня в черте Санкт-Петербурга запрещено. Всё вышеописанное говорит о полном безразличии городских, районных и муниципальных органов власти к состоянию Лугового парка.

## Постройки

### Павильон «Озерки»

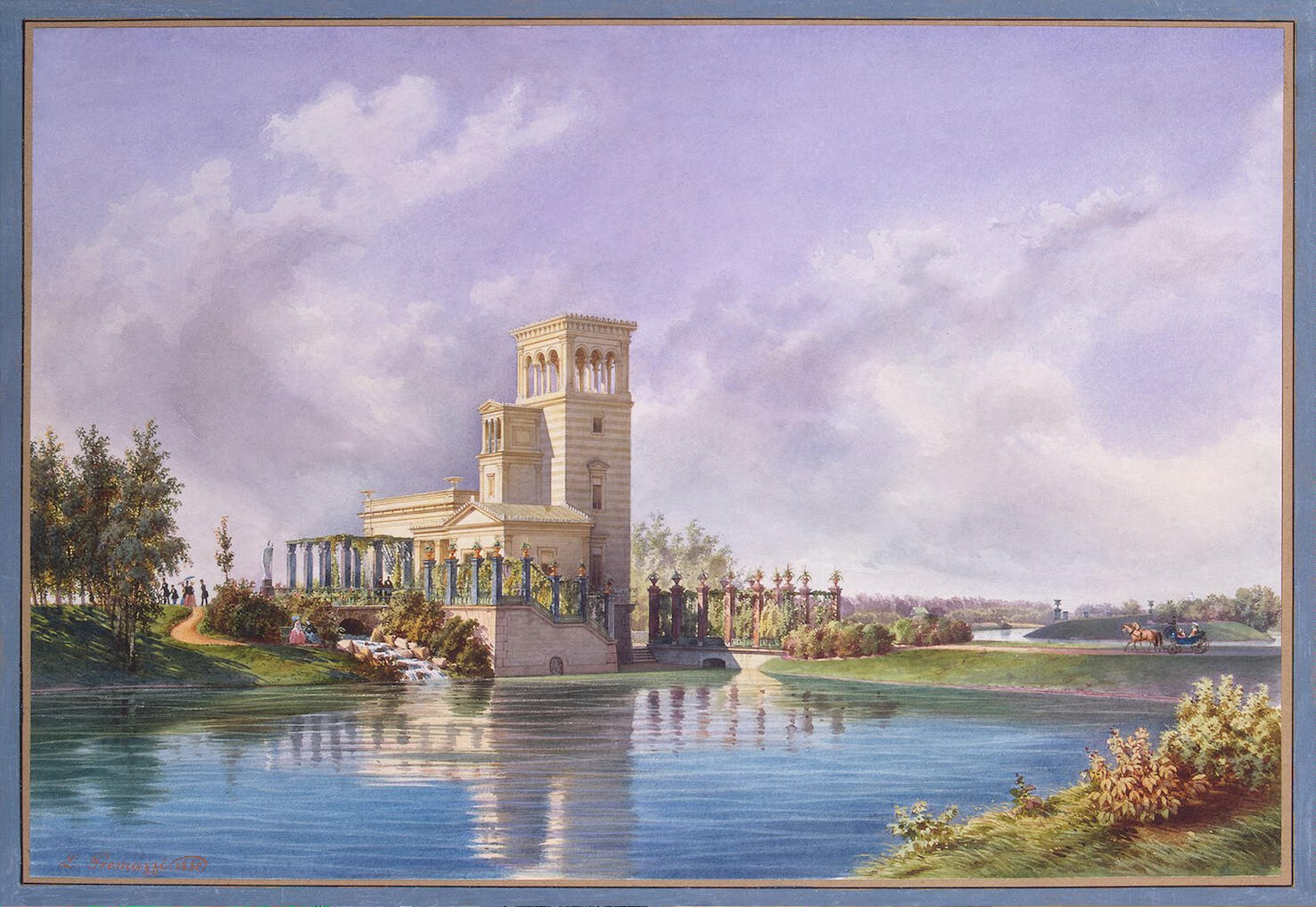
«Розовый павильон», акварель Луиджи Премацци, (1850), Государственный Эрмитаж.

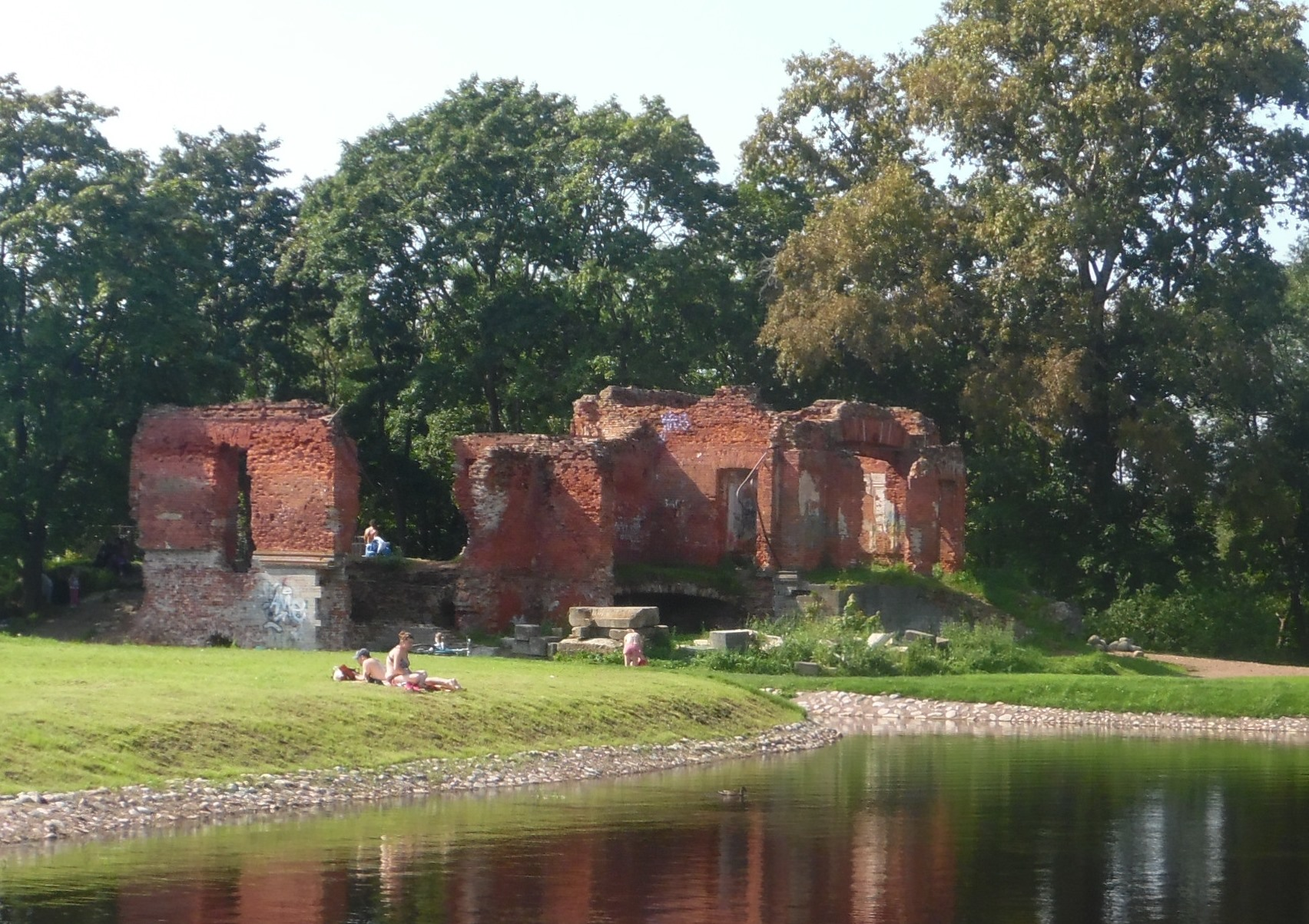
Руины Розового павильона (2016 г.)

Также «Розовый павильон». Играл важную роль в композиции парка. Построенный в 1845—1848 гг. А. И. Штакеншнейдером и расположенный у начала чугунного Самсоновского водовода, на перемычке между Самсоновским бассейном и Круглым прудом, состоял из двух одноэтажных объёмов, соединённых небольшой галереей, и высокой трёхэтажной башни, увенчанной колоннадой тосканского ордера, служившей главной видовой площадкой этой части парка. Перед южным фасадом находилась пергола из 16 монументальных герм серебристо-серого гранита, исполненных А. И. Теребенёвым (автором скульптур атлантов у подъезда Нового Эрмитажа), и полукруглая гранитная терраса с решёткой, где находятся затворы фонтанных труб.
Павильон был сильно повреждён во время войны, перголы, другие произведения малых форм и скульптура утрачены, башня разрушена (есть сведения, что как минимум некоторые из герм были вывезены в Петергофский музей-заповедник, где и сохраняются по настоящее время). Сохранилась лишь площадка с подпорной стенкой из серого гранита, на которой некогда была установлена скульптурная группа «Нил». К павильону стягивалось несколько дорог, связывавших его с другими парками Петергофа и с отдалёнными районами Лугового парка. Они шли на юг, вдоль водовода, и на юго-запад, к Бельведеру.

### Бельведер

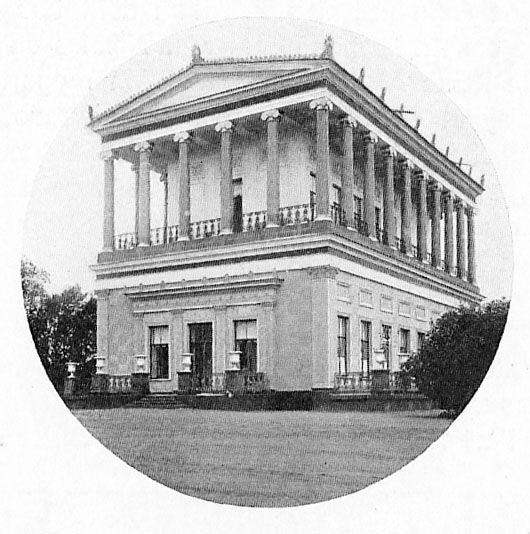
Бельведер. Фото 1900-х гг.

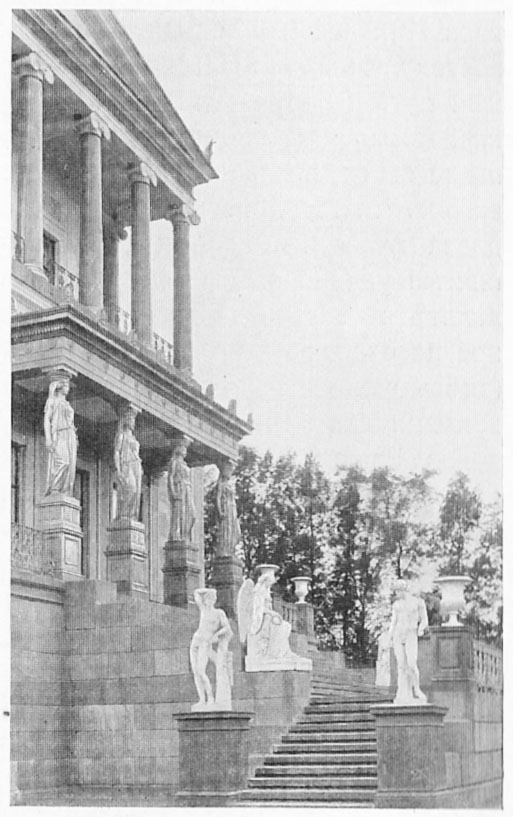
Лестница Бельведера. Фото 1900-х гг.

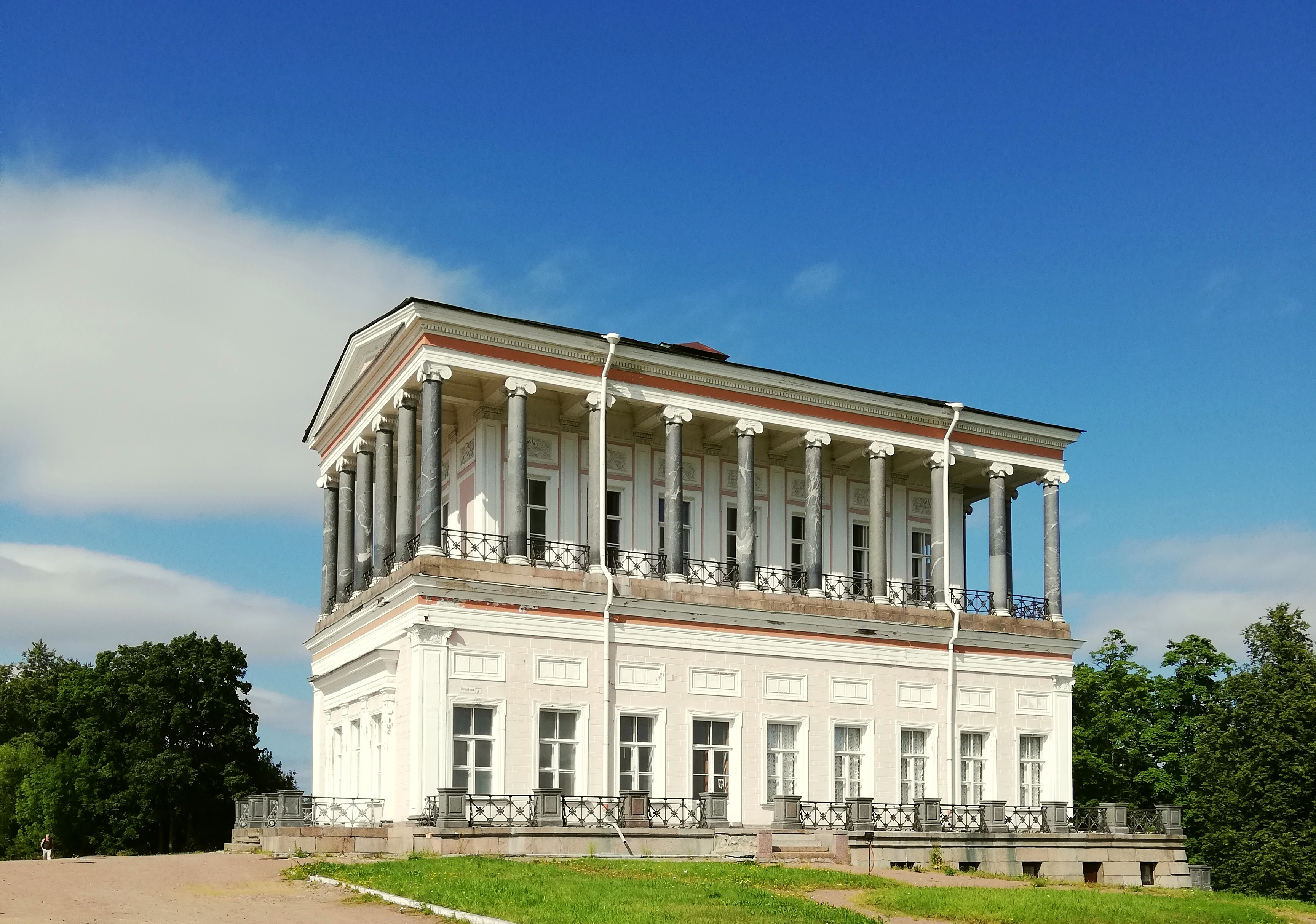
Бельведер. Фото 2019 г.

Двухэтажный дворцовый павильон, находится в самой южной части парка, на Бабигонском холме. Построен А. И. Штакеншнейдером в 1852—1856 гг. Предназначался для пикников императорской фамилии.
Здание поднято на массивном стилобате из монолитных гранитных блоков. На площадку стилобата с восточного фасада ведёт двухмаршевая гранитная лестница, по сторонам которой ранее стояло шесть мраморных скульптур. Это — главный вход, подчёркнутый портиком с четырьмя гранитными фигурами, созданными А. И. Теребенёвым. С западной стороны тоже устроен вход во дворец с небольшим гранитным крыльцом и четырьмя постаментами из красного гранита. С галереи открываются перспективы окрестностей и Финского залива, видны Кронштадт и Санкт-Петербург.
Первый этаж Бельведера — подиум — прорезан высокими окнами. Его фасад оштукатурен в виде чередующихся узких и широких рустов; углы акцентированы пилястрами с коринфскими терракотовыми капителями. В первом этаже был расположен Большой зал, занимавший основной объём, и кабинеты императора и императрицы. Большой зал выделялся особой пышностью отделки — он был декорированный десятью каннелированными колоннами из каррарского мрамора, искусственным мрамором, лепкой и росписью; пол зала выстлан полированными мраморными плитами.
Второй этаж решён наподобие античного периптера, для которого первый этаж служит подножием. 28 гранитных колонн с беломраморными базами и ионическими капителями несут сложный профилированный антаблемент с мраморным архитравом. Между колоннами установлены ажурные чугунные решётки. Полы крылец и колоннады выложены мозаикой.
По сторонам здания в 1856 г. были установлены на высоких постаментах две гальванопластические группы П. К. Клодта «Укротители коней». Эту композицию зодчий дополнил не свойственной античности террасой с декоративными вазами и каменной двухмаршевой лестницей с такими же вазами и скульптурой на постаментах. Во время Великой Отечественной войны скульптурные группы Клодта безвозвратно исчезли.
Сад перед дворцом и перголы были устроены садовым мастером П. Эрлером сразу после строительства дворца. В настоящее время сад и перголы полностью утрачены.
После Октябрьской революции во дворце был организован дом отдыха. Во время Великой Отечественной войны дворец серьёзно пострадал. В 1953—1956 годах были проведены реставрационные работы и вновь открыт дом отдыха. Сейчас здесь находится гостиничный комплекс.